# Ashley Gorrell
Ashley Lee Gorrell (ur. 1 stycznia 1985 w Sarasota w stanie Floryda) – amerykańska aktorka.  Występowała w roli Jessiki Whitaker w serialu Grom w raju.

## Filmografia

### Film
- Grom w raju II (1994) jako Jessica Whitaker
- Grom w raju III (1994) jako Jessica Whitaker
- I'll Be Home for Christmas (1997) jako Jilly
- Mail to the Chief (2000) jako Heather Boyd
- Bad Blood (2006) jako Jess
- Bad Blood... the Hunger (2012) jako Jess

### Seriale
- Grom w raju (1994, 18 epizodów jako Jessica Whitaker)
- Słoneczny patrol (1994 – 1996, 5 epizodów, jako Joey Jennings)
- Second Noah (1996-1997, 22 epizody, jako Hannah)
- Pogoda na miłość (2005, 1 epizod, jako Catty Girl #3)